# Bewegung zur Wiederherstellung der Zehn Gebote
Die Bewegung zur Wiederherstellung der Zehn Gebote war eine ugandische Sekte, die durch einen breit angelegten Massenmord im Jahr 2000 Bekanntheit erlangte. Sektenführer und selbsternannter Prophet war Joseph Kibweteere, der von sich behauptete, in Verbindung zur Jungfrau Maria zu stehen. 

## Geschichte
Die Sekte, deren Führungsgruppe ferner die Geschwister Credonia und Angelina Mwerinde sowie Pater Kataribabo angehörten, hatte sich Ende der 1980er Jahre von der römisch-katholischen Kirche abgespalten, der Führer der Sekte Kibweteere wurde vom damaligen Bischof John Baptist Kakubi von Mbarara exkommuniziert. Der kultische Mittelpunkt im Denken und Handeln der Gruppe war die Wiederherstellung der zehn Gebote, deren strikte Befolgung den Mitgliedern nach der Apokalypse das Seelenheil garantieren sollte.
1998 fiel die Gruppe erstmals auf, als in der von ihr betriebenen Schule Verstöße gegen das Gesetz der Kinderarbeit sowie grundsätzlich schlechte hygienische Bedingungen von der ugandischen Regierung beanstandet wurden. 
Die heilige Schrift der Gruppe war A Timely Message from Heaven: The End of the Present Time, die alle Angehörigen mindestens sechs Mal gelesen haben mussten. Die Gruppe war ihrem Selbstverständnis nach eine Arche der Aufrechten in einem Meer der Verderbtheit und vertrat eine entsprechende Jenseitsmystik, in der ihren Anhängern Erlösung, den Ungläubigen jedoch Bestrafung zuteilwürde. Credonia Mwerinde galt in der Sekte als Inkarnation der Gottesmutter.
Die Sekte hatte eine eigene Endzeitmystik festgelegt und den 31. Dezember 1999 als vermeintlichen Tag des Weltuntergangs festgelegt. Als die Erde dennoch fortbestand, begannen einige Anhänger der Gruppe nach Berichten von Überlebenden misstrauisch zu werden. Sie verlangten ihr Eigentum zurück, das sie der Gemeinschaft zuvor übertragen hatten. Wer nach seinem Besitz gefragt habe, sei auf ungeklärte Weise verschwunden. Während eines Gottesdienstes in einer Kirche in Kanungu am 17. März 2000 fanden die ersten 530 Sektenangehörigen den Tod. Während der Feier ließen die Sektenführer die Tür vernageln, übergossen den Holzbau mit vier Kanistern Benzin und zündeten ihn an. 
Joseph Kibweteere blieb nach dem Feuer verschwunden. Dass er nicht unter den Toten ist, gilt als sicher. Am Tag nach dem Massenmord wurde er lebend gesehen. In den kommenden Tagen wurden auf den übrigen Anwesen der Gruppe noch mehrere hundert Leichen entdeckt, so dass die Summe der Toten sich zum Schluss auf über tausend belief.